# Arhiloh
Arhiloh (sau Archiloch) (în greacă: Ἀρχίλοχος) (n. c. 680 î.Hr. - d. 645 î.Hr.) a fost unul dintre cei mai mari poeți lirici greci.

## Opera
I se atribuie crearea versului iambic.
Numai câteva fragmente din elegiile și "Iambii" săi au supraviețuit.
Se remarcă varietatea tonurilor, abundența imaginilor, verva și forța stilistică.
Creația sa a prefigurat-o pe cea a lui Aristofan și a servit ca model poetei Sappho.